# 100 фотографій, які змінили світ
Life: 100 Photographs that Changed The World (укр. Life: 100 фотографій, які змінили світ) — книга, що складається з фотографій, відібраних редакторами журналу Лайф у 2003 році.

## Історія
Проект було розпочато у 2003 році з питання, що було опубліковано на сайтах Life та The Digital Journalist: «Чи може фотографія створити такий же історичний ефект, як література?». Відповідно до відповідей редактори зібрали 100 фотографій, що показували технологічні досягнення фотографії, на яких було зафіксовано історичні події та досягнення чи які стали культурною іконою або набули символічного значення. Головним редактором був Роберт Салліван, опубліковано Time Inc. Home Entertainment.

## Склад
Книга поділена на чотири основних частини та три супутні підрозділи. Головні розділи наступні:
- Мистецтво (зосереджений на еволюції фотографії з 19-го сторіччя та пізніше застосування як культурної експлуатації);
- Суспільство (документальні фотографії, що зображають моменти ознайомлення громади з політичними, суспільними, культурними питаннями та питаннями пов'язаними з навколишнім середовищем);
- Війна (ключові моменти конфліктів та пов'язаною з цим жорстокістю);
- Наука та Природа (фотографії технологічних тріумфів, поразок та жахів).

Три підрозділи:
- Мистецтво фотографії (ранні роботи митців, чиїм основним інструментом була фотографія);
- Фотографії-трюки (сумнозвісні шахрайства, що були здійснені з використанням фотографії);
- Зупинена дія (англ. Stop Action) (фотографії, що фактично є стоп-кадрами фільмів).

## Фотографії
Деякі з фотографій пов'язані з відомими подіями, наприклад фотографія Вонга Хай-Шенга 1973 року покинутої дитини, що плаче на зруйнованій залізничній станції при бомбардуванні Шанхая, що відомий як «Кривава субота», що представляє бомбардування Шанхаю. Інші фотографії — це витяги з більших історичних колекцій, таких як документування Кримської війни Роджера Фентона та Громадянської війни в США Александра Гарднера. Для більшості фотографій на берегах описуються обставини, за яких вони були зроблені, а також приклади, коли ці фотографії виставлялись.

## Галерея

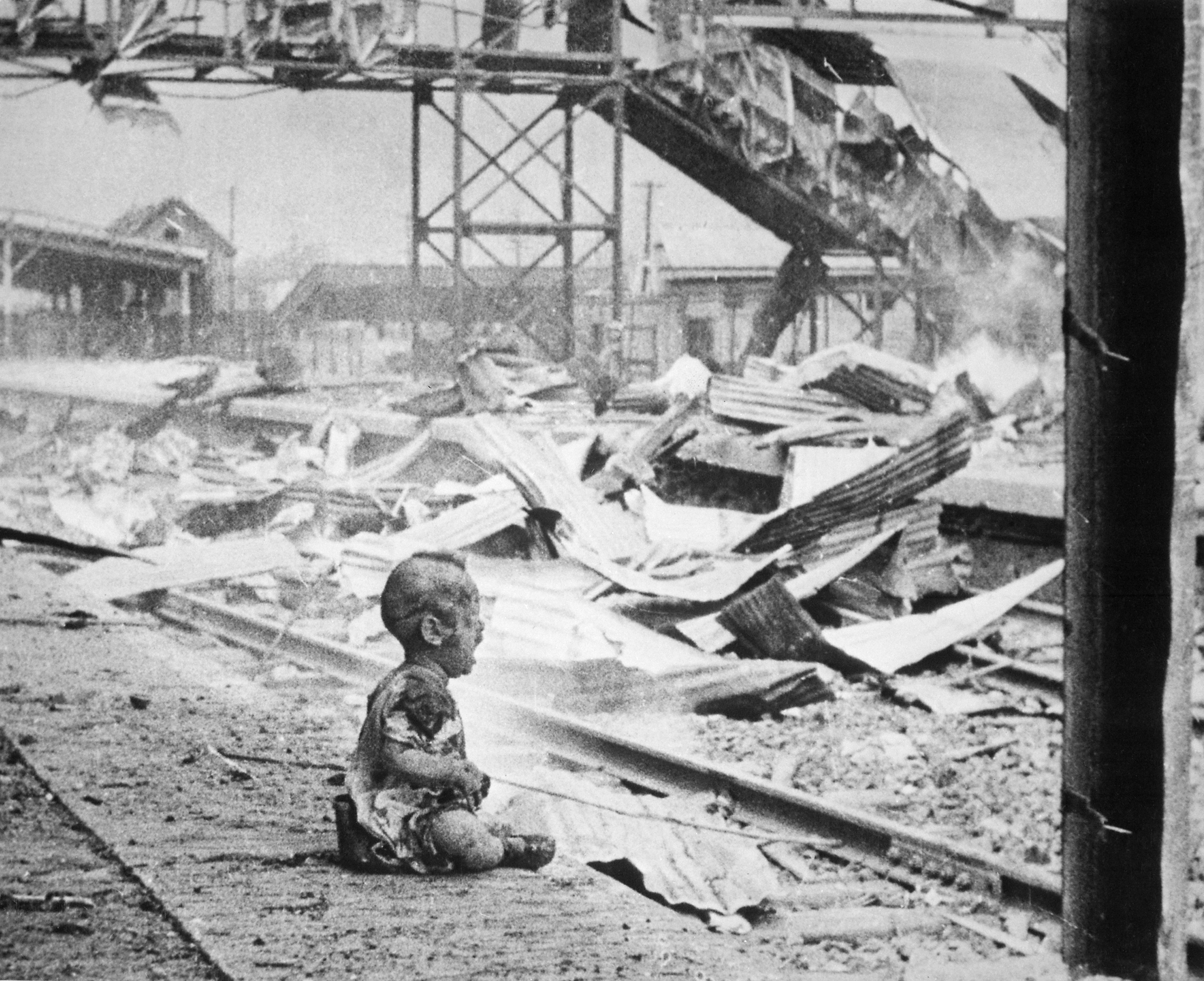
Фотографія дитини, що плаче на руїнах Шанхайської південної залізничної станції, Вонг Хай-Шенг, 1937
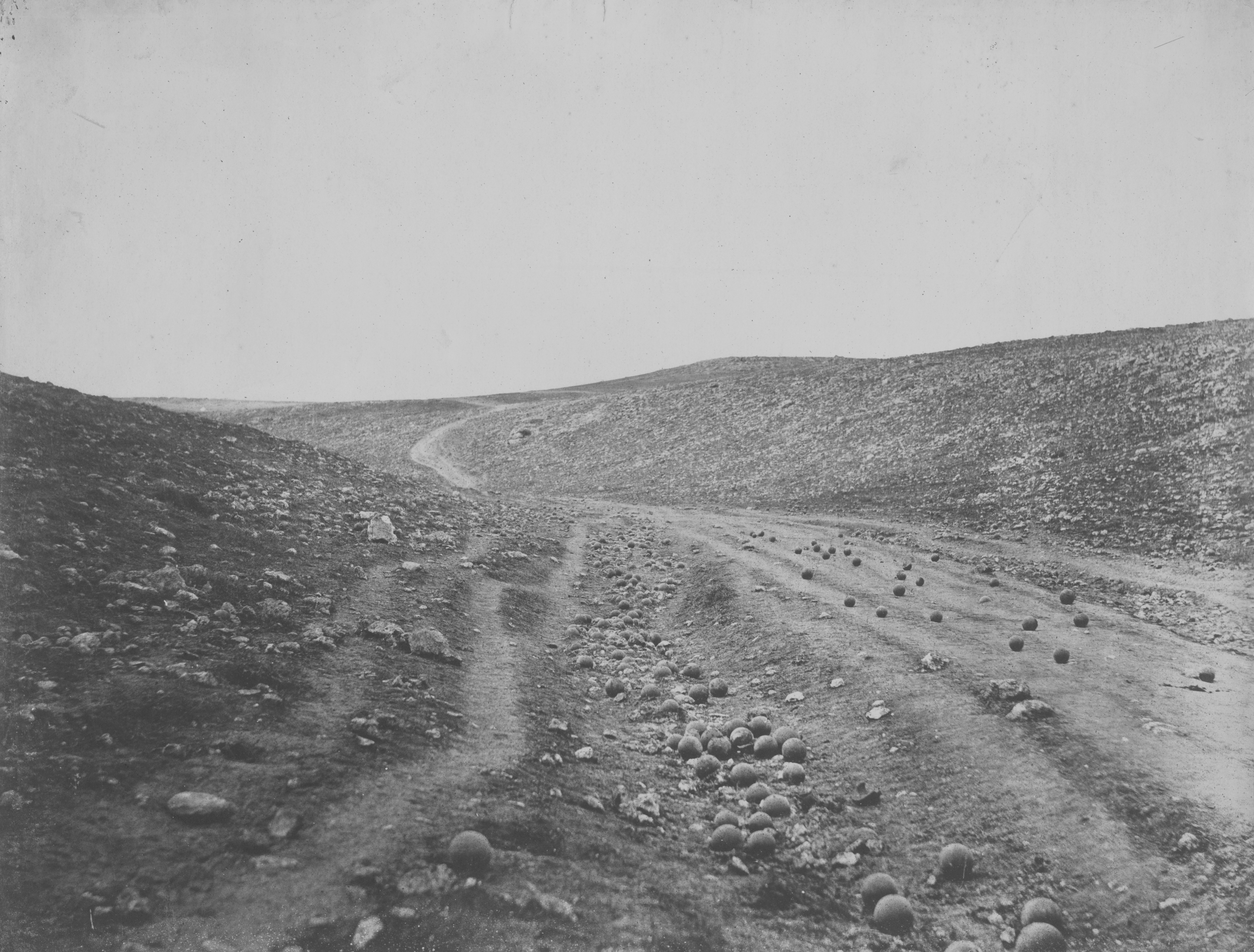
Долина смертної тіні, дорога, заповнена гарматними ядрами, Роджер Фентон, 1855
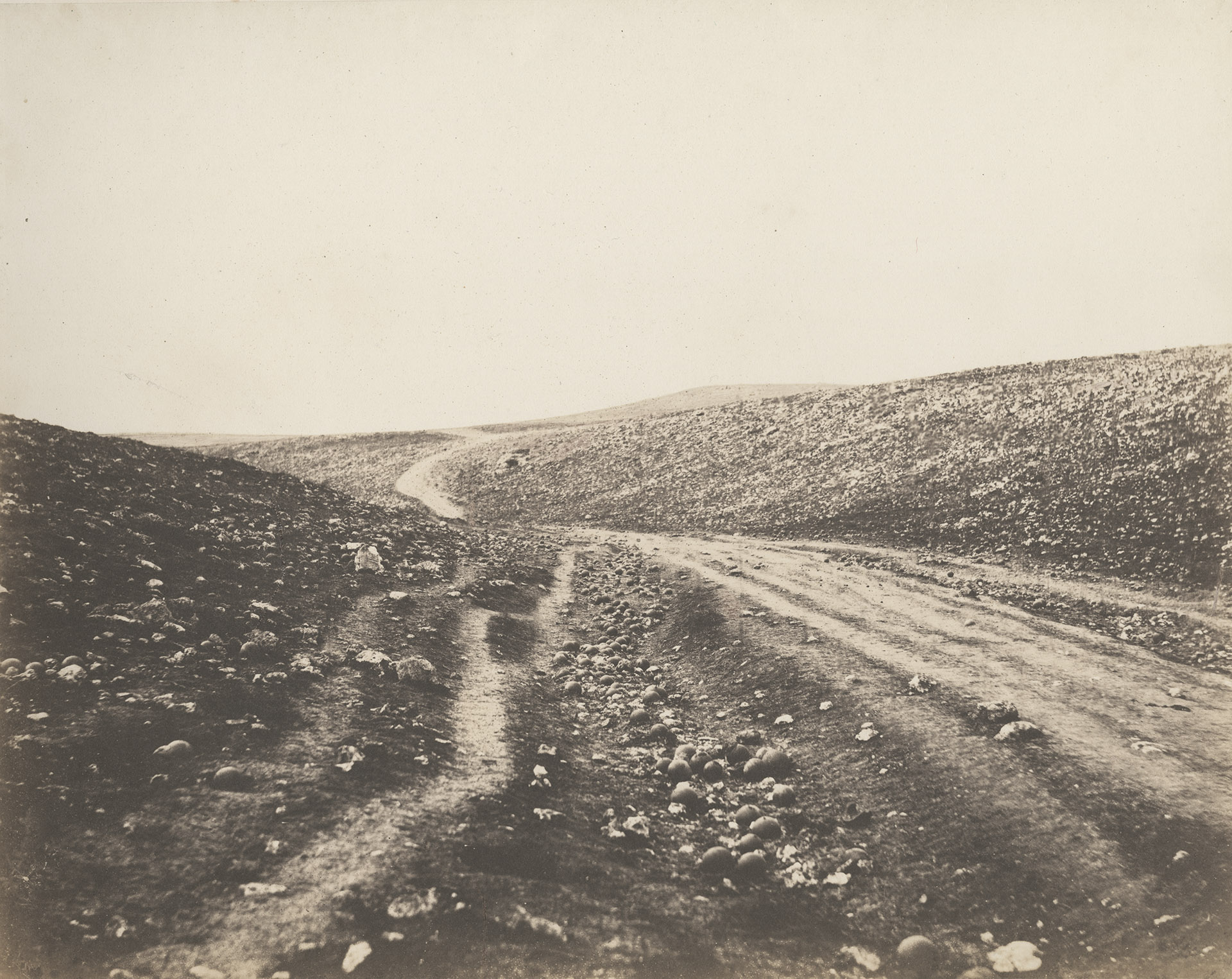
Долина смертної тіні, дорога очищена від ядер, Роджер Фентон, 1855
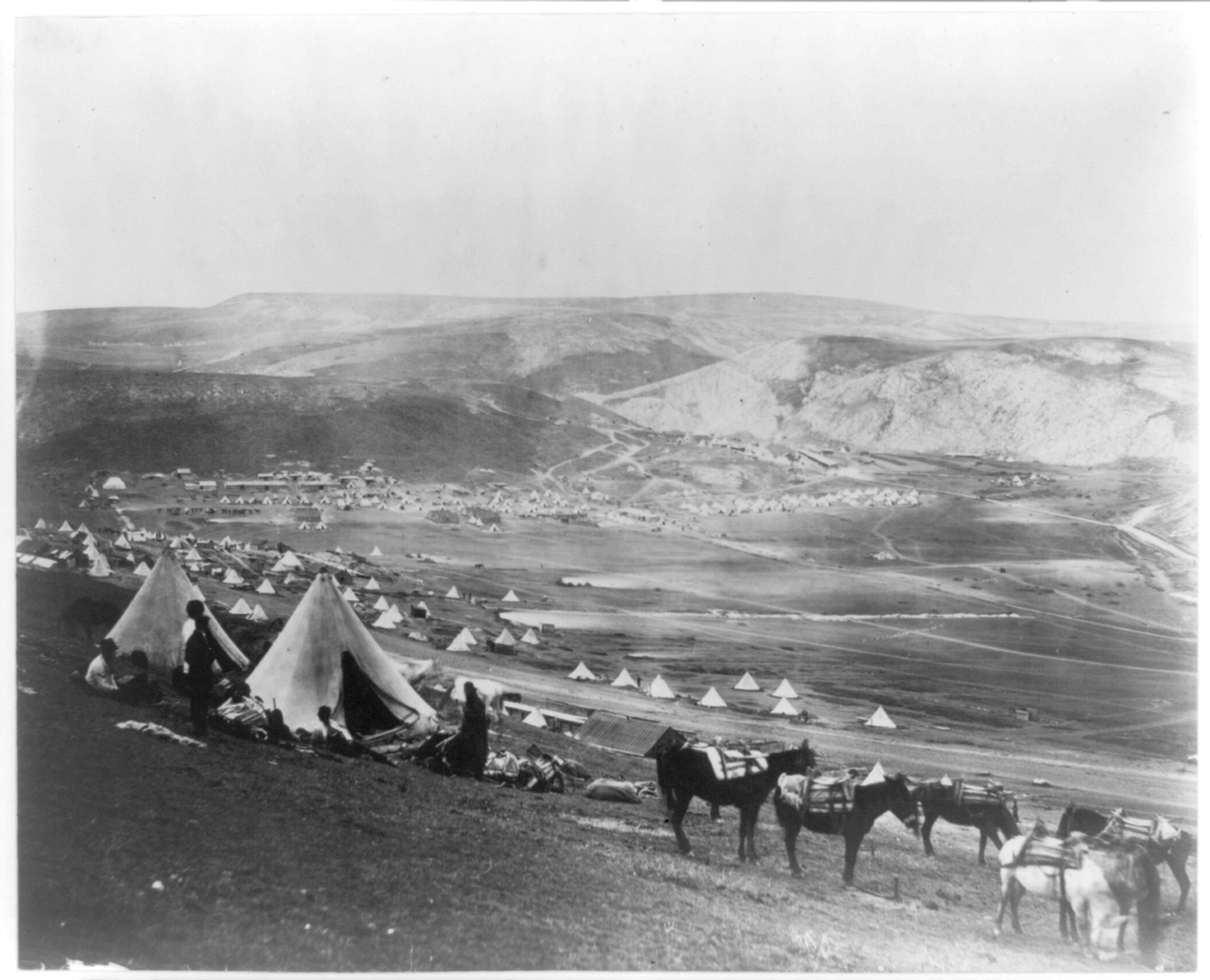
Кавалерійський табір поблизу Балаклави, Роджер Фентон
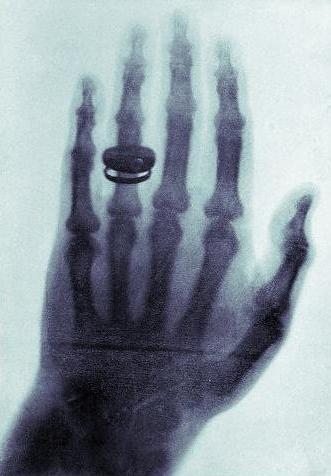
Рука з перснем – один з перших рентгенівських знімків
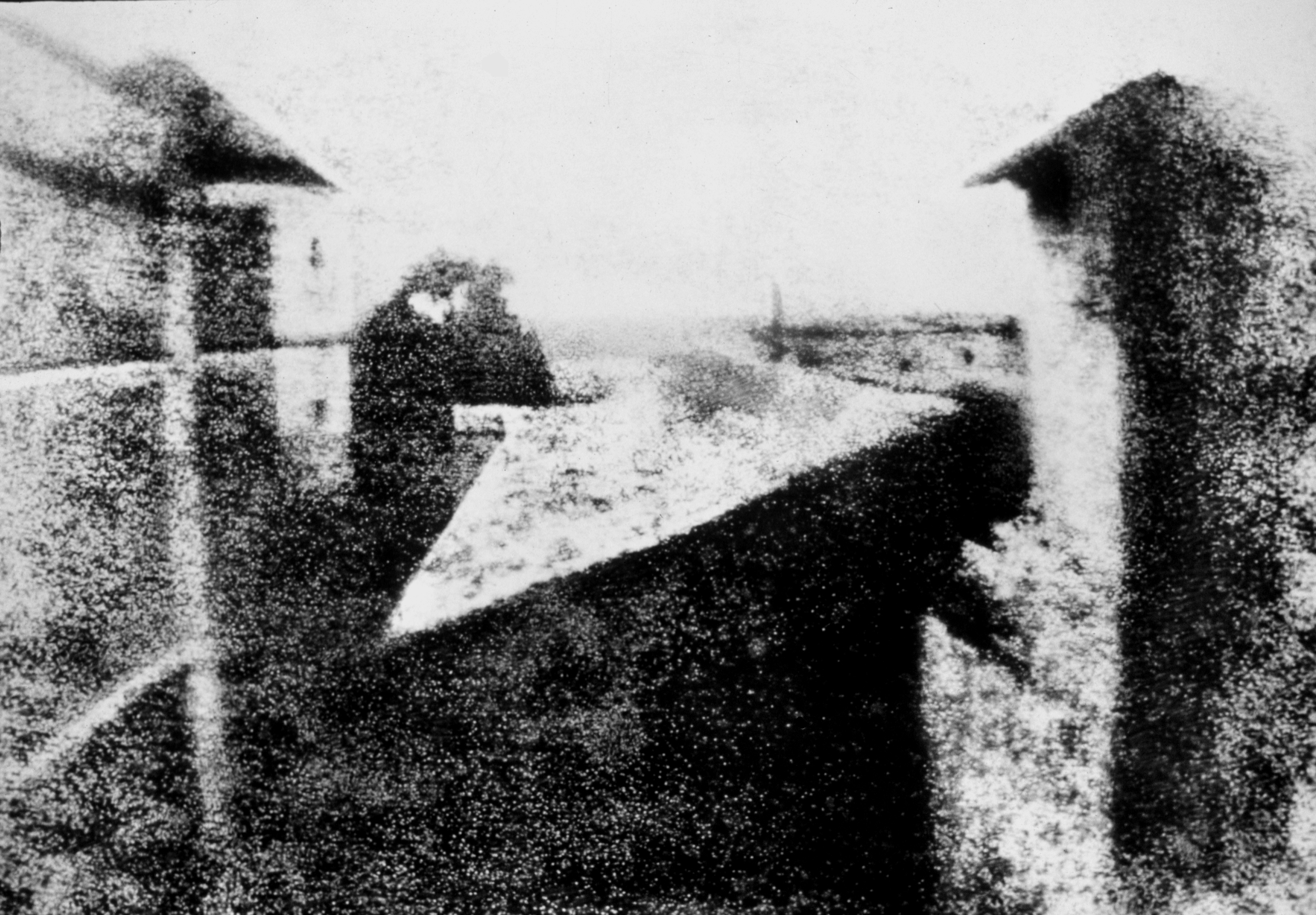
Вид з вікна в Ле Гра, Жозеф Нісефор Ньєпс, приблизно 1826
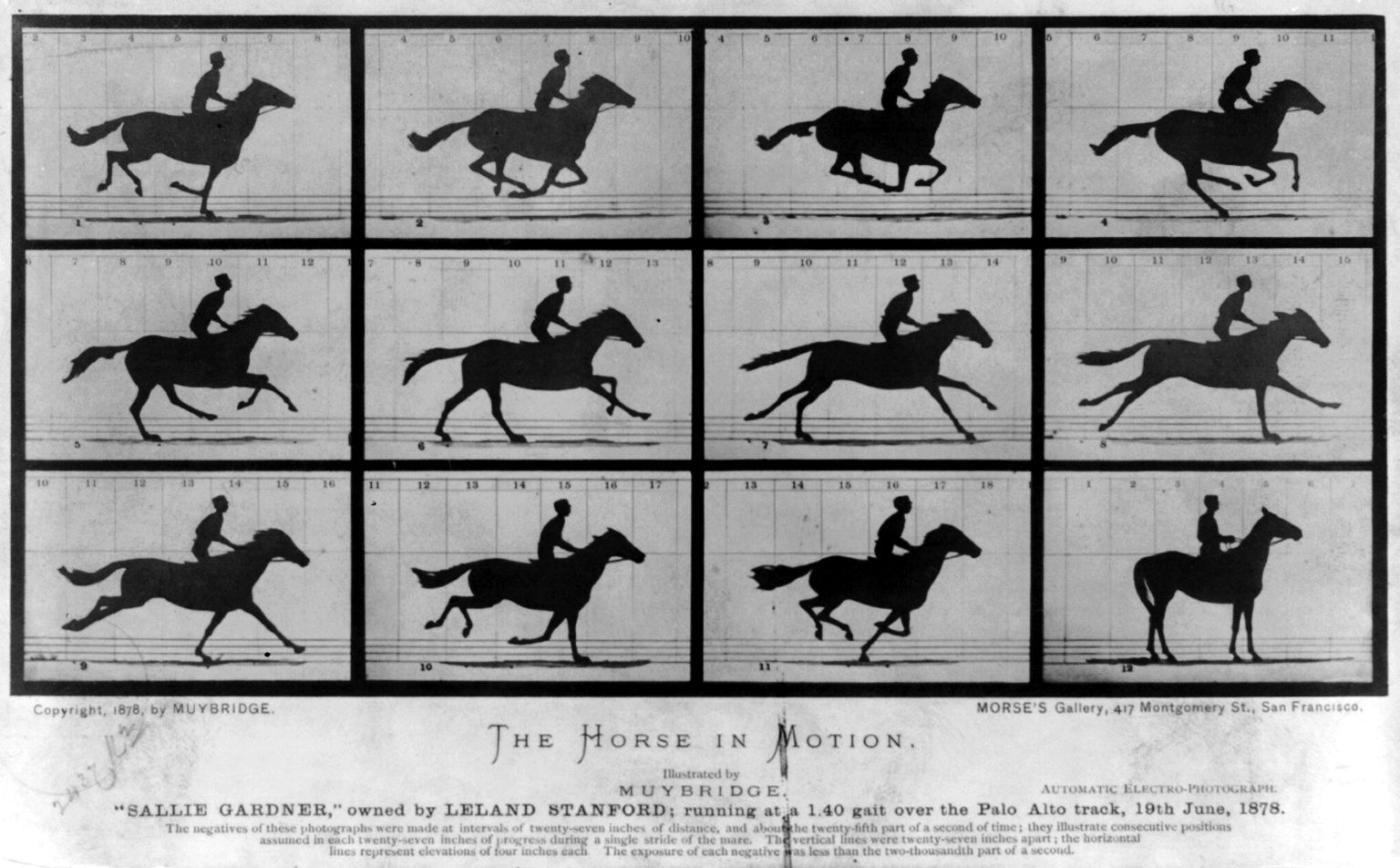
Едвард Майбрідж, фотографія Кінь у русі, 1878
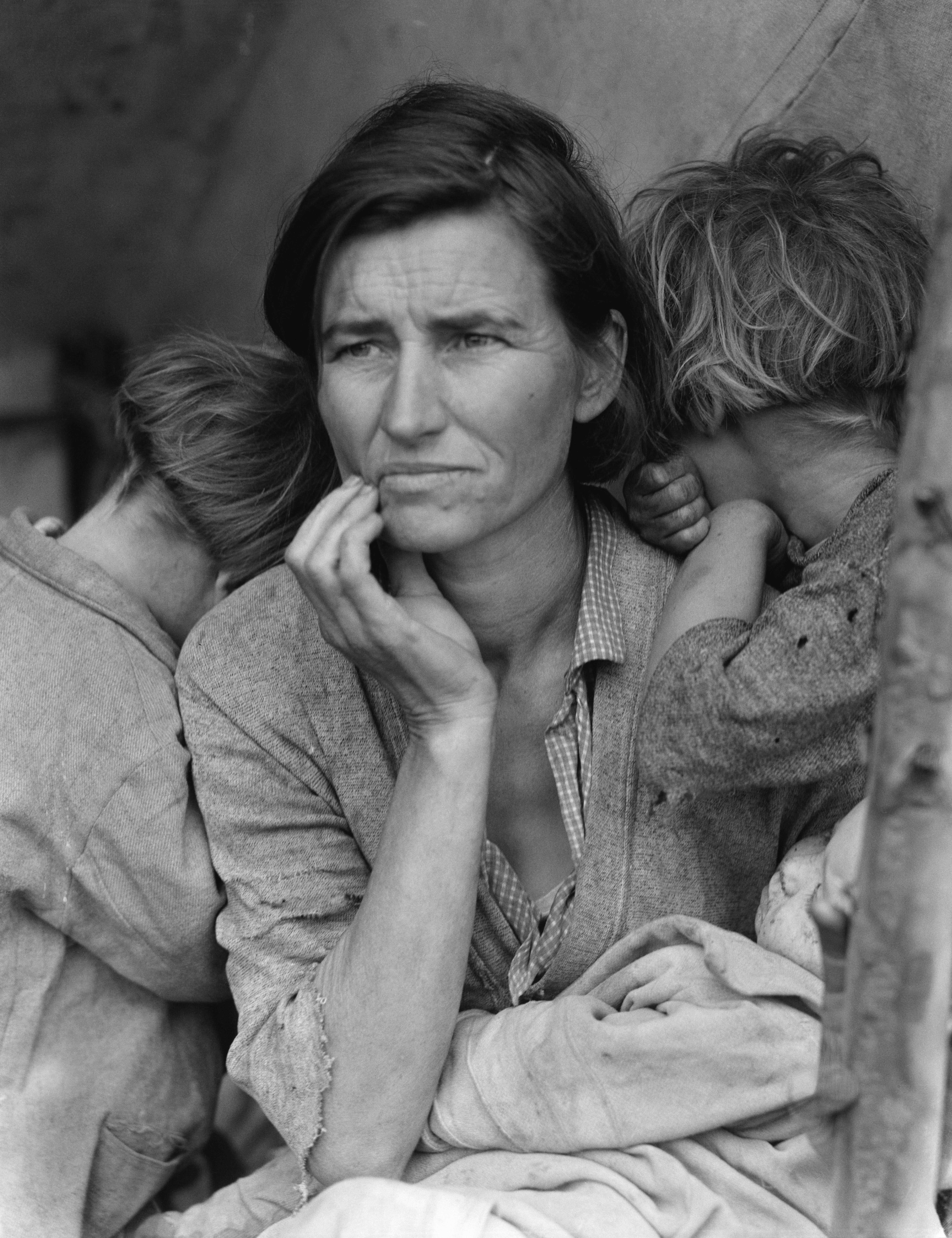
Доротея Ланж, фотографія Мати-мігрант, фотографія-символ часів Великої депресії, 1936